# Équipe d'Égypte de hockey sur gazon
Maillots
L'équipe d'Égypte de hockey sur gazon est l'équipe représentative de l'Égypte dans les compétitions internationales de hockey sur gazon. 

## Palmarès
- Jeux olympiques[2]
  - 1992 : 12e
  - 2004 : 12e

- Ligue mondiale
  - 2012-14 : 25e
  - 2014-15 : 18e

- Coupe d'Afrique des nations
  - 1983 :  1er
  - 1989 :  1er
  - 1993 :  2e
  - 1996 :  3e
  - 2000 :  2e
  - 2005 :  2e
  - 2009 :  2e
  - 2013 :  2e
  - 2015 :  2e
  - 2017 :  2e
  - 2022 :  2e

- Jeux africains
  - 1987 : 4e
  - 1991 :  1er
  - 1995 :  2e
  - 1999 :  2e
  - 2003 :  1er
  - 2023 :  1er